# 東内野
東内野（ひがしうちの）は、埼玉県川口市の大字。郵便番号は333-0821。

## 地理
川口市北部の大宮台地上に位置する。西部および北部はさいたま市緑区下山口新田と接する。
ほぼ全域が住宅地となっている。さいたま市との境界には見沼代用水東縁が流れている。南部の境界線はやや錯綜し、小さな飛地が存在する。

## 歴史
もとは江戸期より存在した足立郡木崎領に属する内野村であった。正保年間〜承応3年（1654年）までに木曾呂村より分村したと云われる。1727年（享保12年）には持添新田が加わり石高が増加した。同じ北足立郡に存在した内野村（後の西内野村、現・さいたま市西区西内野・宮前町）と区別するために東を付け、東内野村となった。
- 1871年（明治4年）11月13日 - 第1次府県統合により埼玉県の管轄となる。
- 1879年（明治12年）3月17日 - 郡区町村編制法により成立した北足立郡に属す。郡役所は浦和宿に設置。それに伴い、郡内に同名の村が存在したことから東を冠称して東内野村に改称される。
- 1889年（明治22年）4月1日 - 町村制施行に伴い、東内野村は安行領根岸村・安行領在家村・道合村・神戸村・木曾呂村・石神村・西新井宿村・新井宿村・赤山村・源左衛門新田・赤芝新田と共に合併し、神根村が成立する。東内野村は神根村大字東内野になる。
- 1940年（昭和15年）4月1日 - 神根村、鳩ヶ谷町（1950年に再分離）、芝村、新郷村が川口市に編入合併される。川口市の大字となり今に至る。

## 世帯数と人口
2024年（令和6年）3月1日現在の世帯数と人口は以下の通りである。
| 大字   | 世帯数    | 人口    |
| ------ | --------- | ------- |
| 東内野 | 1,888世帯 | 4,276人 |

## 小・中学校の学区
市立小・中学校に通う場合、学区（校区）は以下の通りとなる。
| 番地 | 小学校               | 中学校           |
| ---- | -------------------- | ---------------- |
| 全域 | 川口市立木曽呂小学校 | 川口市立北中学校 |

## 交通
JR東日本武蔵野線が北部を東西に通過するが鉄道駅は無い。東浦和駅と東川口駅のほぼ中間に位置する。

### 道路
- 埼玉県道・東京都道103号吉場安行東京線
- 南浦和越谷線

## 施設
- 東内野町会会館
- 東内野北公園
- 東内野第1公園
- 東内野住宅第1公園
- 羽黒神社
- 木曽呂の富士塚